# Taylor Austin
Taylor Austin (Lethbridge, 18 gennaio 1990) è un bobbista canadese.

## Biografia
Originario di Calgary, prima di dedicarsi al bob, Austin ha praticato il football canadese e l'atletica leggera. Compete nel bob dal 2012 inizialmente come frenatore per la squadra nazionale canadese, debuttando in Coppa Nordamericana a novembre 2011; passò al ruolo di pilota nel novembre del 2012 e continuò a gareggiare unicamente nel circuito minore nordamericano per il resto della carriera, totalizzando 23 vittorie di tappa e conquistando sei trofei generali: la combinata maschile nel 2017/18, bob a due, a quattro e combinata nel 2019/20, bob a quattro e combinata nel 2021/22. Non ha mai debuttato in Coppa del Mondo.
Nel 2019 prese parte ai campionati mondiali di Whistler 2019, dove gareggiò unicamente nella competizione a squadre piazzandosi al settimo posto finale.

## Palmarès

### Coppa del Mondo
- Miglior piazzamento in classifica generale nel bob a due: 8º nel 2022/23.
- Miglior piazzamento in classifica generale nel bob a quattro: 8º nel 2022/23.
- Miglior piazzamento in classifica generale nella combinata: 8º nel 2022/23.

### Coppa Nordamericana
- Vincitore della classifica generale del bob a due nel 2019/20;
- Vincitore della classifica generale del bob a quattro nel 2019/20 e nel 2021/22;
- Vincitore della classifica generale della combinata maschile nel 2017/18, nel 2019/20 e nel 2021/22;
- 36 podi (19 nel bob a due, 17 nel bob a quattro:
  - 23 vittorie (11 nel bob a due, 12 nel bob a quattro);
  - 6 secondi posti (3 nel bob a due, 3 nel bob a quattro);
  - 7 terzi posti (5 nel bob a due, 2 nel bob a quattro).